# Lüderitz-Denkmal

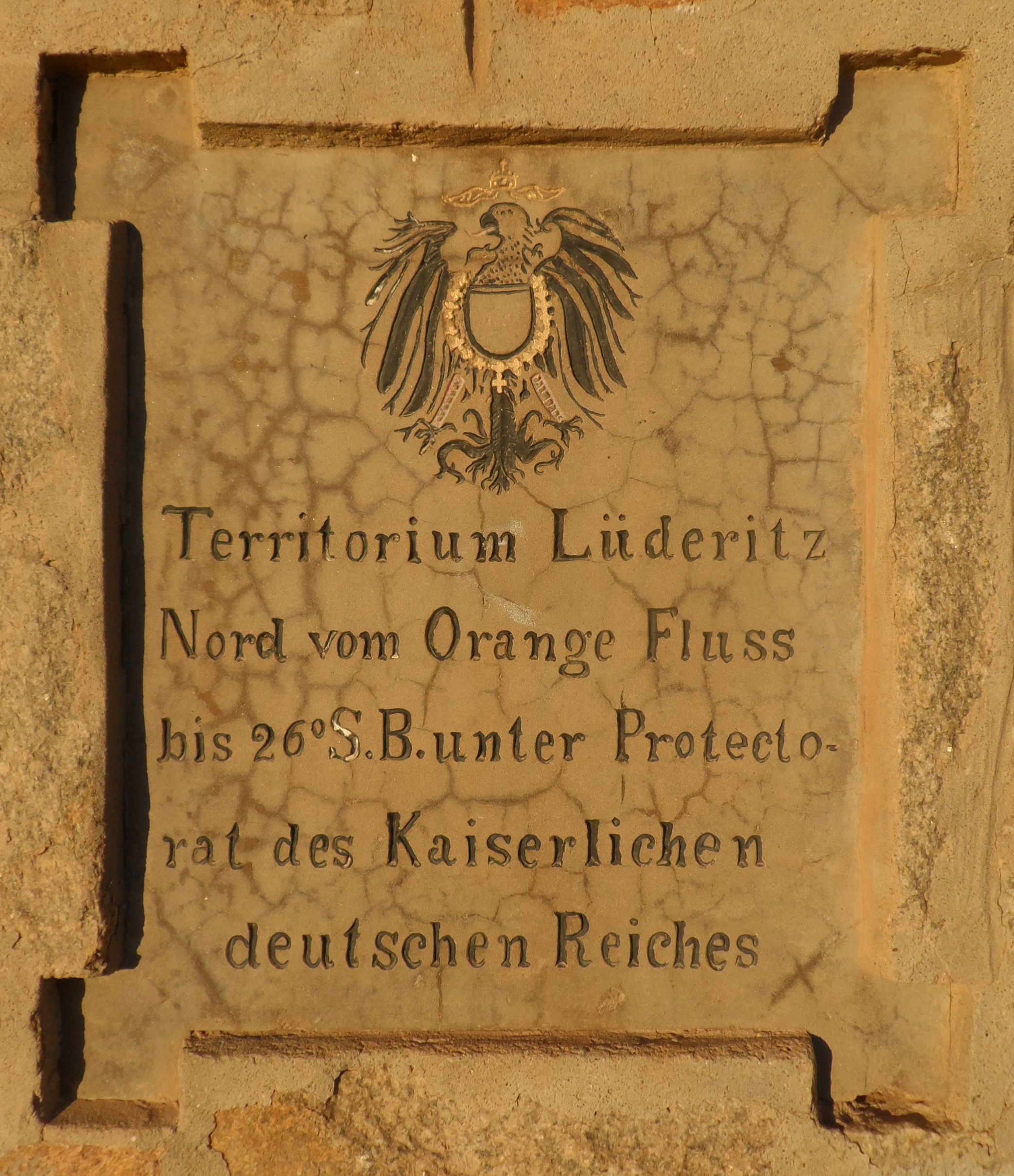
Inschrift auf der Vorderseite des Denkmals

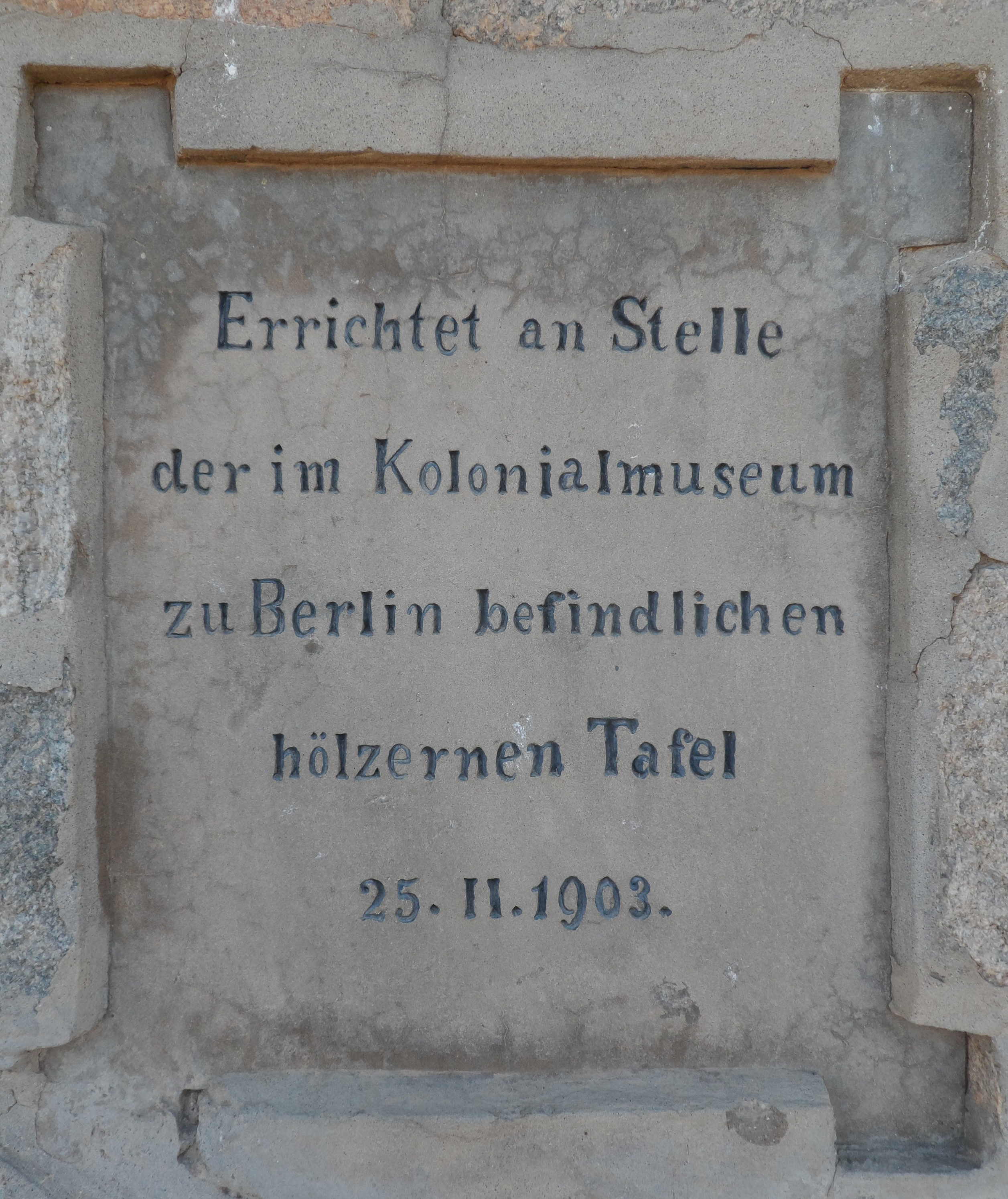
Inschrift auf der Rückseite des Denkmals

Das Lüderitz-Denkmal (englisch Lüderitz Memorial), auch Denkmal im Alten Friedhof (englisch Memorial in the Old Cemetery), wurde 1903 auf dem Alten Friedhof am Nautilus-Hügel im ehemaligen Lüderitzland an der Stelle eines Vermessungspunkts und einer Holztafel, mit der Adolf Lüderitz im Jahr 1883 seine Erwerbungen markiert hatte, errichtet. Die verwitterte Holztafel wurde in das Deutsche Kolonialmuseum in Berlin geschafft.
Das aus Feldsteinen mit Plinthe gefertigte etwa 2,2 m hohe Denkmal, das an die Inbesitznahme des Landes durch das Deutsche Kaiserreich und die Zeit des Protektorates erinnert, wurde am 15. März 1969 zum Nationaldenkmal erklärt.
Im Jahr 1977 wurde der Friedhof aufgegeben und die Gebeine nach Shark Island transferiert. Das Denkmal wurde an das nördliche Ende der Industrial Road versetzt, östlich von der ehemaligen Lüderitz Bay Cannery, und am 10. Juni 1980 zusammen mit fünf Meter umgebenden Landes erneut zum Nationaldenkmal erklärt. Es besitzt heute nicht mehr die frühere Pyramidenspitze in seinem oberen Bereich. Im Jahr 1989 wurde die Fläche um das Denkmal kreisförmig mit Platten belegt, um die Standsicherheit des Obelisken zu schützen. Im Jahr 2012 erfolgte eine Restaurierung.